# Sensore di flusso di calore

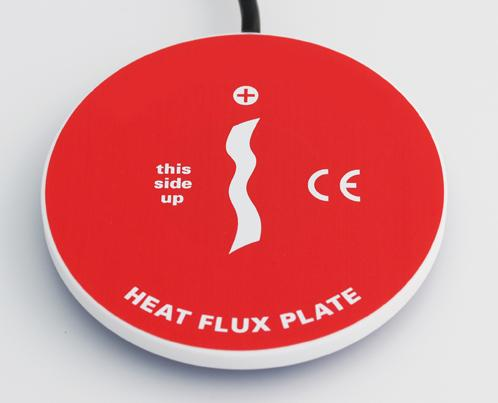
Tipico piatto di flusso di calore, HFP01. Questo sensore viene utilizzato tipicamente per la misura della resistenza termica del flusso di calore su involucri edili (pareti, tetti). Questo tipo di sensore può anch’essere interrato per misurar il flusso di calore del suolo. Diametro 80 mm

Un sensore di flusso di calore è un trasduttore che genera un segnale elettrico (tensione) proporzionale al tasso di calore che attraversa la superficie del sensore. Il flusso di calore viene determinato dividendo il tasso di calore misurato per l'area del sensore.
Un flusso di calore può avere origini diverse: I meccanismi più comuni sono la convenzione, la conduzione e la radiazione. Esistono diversi tipi di sensori specificamente adattati ai diversi tipi di flusso di calore. 
Nel sistema internazionale di unità il tasso di calore viene misurato in Watt e il flusso di calore viene espresso in Watt per metro quadrato. 

## Applicazione
I sensori di flusso di calore vengono utilizzati in una varietà di applicazioni. In edilizia, la misurazione del flusso termico attraverso una parete viene usata per l'analisi della qualità dell‘isolamento termico dell‘edificio. Nel campo tessile si usano sensori di flusso di calore per determinare le proprietà termiche dei tessuti. Altre applicazioni promettenti includono la misurazione della velocità di un flusso di liquido o gas, la determinazione indiretta della temperatura interna di oggetti o persone usando metodi non invasivi e la misurazione della potenza di un fascio laser.

### Applicazione in edilizia
Ogni giorno, notevoli quantità di energia vengono usate per riscaldare e refrigerare edifici mal isolati, che spesso non soddisfano Le prestazioni richieste dalle norme. In quest’ambito, una delle applicazioni più importanti dei sensori di flusso di calore è il controllo della qualità dell'isolamento termico misurando il coefficiente di scambio termico. 
Infatti, secondo la legge di trasmissione di calore, il flusso termico attraverso una superficie (o parete) è direttamente proporzionale alla differenza di temperatura della superficie interna ed esterna dell'oggetto. Questo fattore di proporzionalità è il coefficiente di scambio termico (U-Value in inglese). Più il fattore è piccolo, migliore è l'isolamento termico dell'oggetto.

### Applicazione nel settore tessile
La densità di flusso di calore è un parametro importante anche nella fabbricazione di abbigliamenti per atleti e vestiti ignifughi. Dividendo il flusso di calore per la differenza in temperatura della superficie esterna ed interna di un capo tessile, si può determinare il coefficiente di scambio termico. Ciò aiuta a sviluppare tessuti e vestiti specialmente confortevoli o particolarmente adatti a temperature estreme.